# Пашин мост
 Тази статия е за моста в Гърция.  За моста в България вижте Мост на Мустафа паша.  
Пашин мост (на гръцки: Γέφυρα του Πασά) е каменен мост в Егейска Македония, Гърция. Мостът е разположен на река Бистрица (Алиакмонас) край гревенското село Кокиния (Сувин).

## Местоположение
Разположен е под село Кокиния, близо до пътя Гревена - Кожани.

## История
Мостът е построен през 1690 година от Махмуд паша. Франсоа Пуквил разказва легендата, че пашата дал парите за мост, заради чудодейното спасение на една от жените му, отвлечена от река Бистрица. Взривен е от британците на 14 април 1941 година в 9 сутринта, за да спре германското настъпление през Втората световна война.
В 1990 година мостът е обявен за защитен паметник. В 1995 година допълнително пострадва от Гревенското земетресение.

## Описание
Запазени са 6 основни арки и 2 вторични. Арките са разнородни, като средната достига височина 15 m. Мостът е бил над 100 m и широк 1,5 m.